# Glynn Lunney
Glynn Stephen Lunney (n. 27 noiembrie 1936, Old Forge⁠(d), Pennsylvania, SUA – d. 19 martie 2021, Clear Lake City⁠(d), Texas, SUA) a fost un inginer american la NASA. Angajat la NASA încă de la înființarea acesteia în 1958, Glynn a ocupat funcția de director de zbor în timpul programelor Gemini și Apollo și a fost responsabil pentru evenimente istorice precum aselenizarea Apollo 11 și pentru orele cruciale prin care a trecut Apollo 13. La sfârșitul programului Apollo, a devenit director al proiectului de testare Apollo-Soyuz, fiind prima colaborare a zborului în spațiu între Statele Unite ale Americii și Uniunea Sovietică. Mai târziu, a servit ca director al Programului Space Shuttle înainte să părăsească serviciul la NASA, în 1985, devenind mai târziu președinte al Alianței Spațiale Unite.
Lunney a fost o figură importantă în rândul programelor spațiale ale US. A primit nenumărate premii pentru munca sa, inclusiv Trofeul Național Spațial, acordat în 2005 de către organizația de caritate, Rotary International.
Chris Kraft, primul director de zbor la NASA, l-a descris pe Lunney ca fiind „un adevărat erou al erei spațiale”, „un contribuitor remarcabil al explorării spațiale din ultimii 40 de ani.”
A primit Medalia Libertății oferită de președinte pentru toate eforturile depuse în misiunile spațiale.

## Anii de început și cariera la NACA
Glynn Lunney a crescut în orașul cărbunelui, Old Forge, Lackawanna County, Pennsylvania. Acesta a absolvit Școala Pregătitoare Scranton. Glynn a devenit fascinat în copilăria sa de zbor, motiv pentru care a decis să studieze inginerie pe timpul colegiului. A absolvit Universitatea din Detroit în 1958, specializat în inginerie aeronautică, înrolându-se ulterior în programul de formare cooperativă condus de Centrul de Cercetare din Cleveland, Ohio. 
Glynn și-a început cariera aerospațială printr-un internship la Comitetul Consultativ Național pentru Centrul de Cercetare Aeronautică Lewis (NACA). Acolo, a lucrat cu un grup care a folosit un bombardier B-57 pentru a lansa mici rachete ridicate în atmosferă cu scopul de a efectua măsurători ale transferului de căldură.

## Cariera la NASA
În 1959, Lunney a fost transferat la Centrul de Cercetare Langley, Virginia, unde s-a alăturat Grupului pentru Activități Spațiale. Una din primele atribuții ale lui Lunney în cadrul Grupului, a fost în Grupul de simulare al Centrului de Control. Aici a fost responsabil pentru pregătirea și operarea misiunilor simulate folosite pentru a instrui controlorii de zbor în programul cu echipaj Mercury.
În 1962, și-a continuat activitatea în Houston, la NASA, unde a devenit șef pentru filiala dinamicii zborurilor, mai târziu devenind director pentru Programele Gemini și Apollo, inclusiv Apollo 11 și 13. A fost ales să devină director de zbor în 1964, la vârsta de 27 de ani, devenind mai târziu șef al biroului directorial de zbor. În 1972, Lunney a devenit manager al Proiectului de testare Apollo-Soyuz (ASTP), un joint-venture sensibil între Statele Unite și Uniunea Sovietică (acum Rusia). De asemenea, Lunney a preluat conducerea Apollo din 1973. Proiectul de testare Apollo-Soyuz și-a încheiat cu succes misiunea în 1975, Lunney devenind conducător al Programului de Integrare și Dezvoltare al Shuttle Payload.
În acest timp, el a servit, de asemenea, două funcții la sediul NASA: din 1976 până în 1977 el a ocupat funcția de adjunct administrator asociat pentru operațiunile de zboruri spațiale și din 1979 până în 1980 a devenit administrator asociat  pentru Operațiunile de Transport în Spațiu.
Din 1981 până în 1985, Lunney s-a întors la Houston, unde a devenit conducător al Sistemului Național de Transport Spațial, în cadrul căruia a supervizat toată ingineria, proiectarea și integrarea sistemelor de vehicule Shuttle.
Glynn s-a retras de la NASA în 1985 și s-a mutat la Rockwell International, unde a condus operațiunile de la Houston și devenind în 1995 membru al Alianței Spațiale a SUA.
Lunney a fost vicepreședinte și director de program al contractului de operațiuni de zbor cu spațiul american până la pensionarea sa în 1999.

## Viață personală
Glynn Lunney este căsătorit cu Marilyn Kurtz și au împreună 4 copii și numeroși nepoți. La pensionare, Lunney a oferit consultanță pentru două companii de start-up și s-a bucurat de golf.
A decedat în data de 19 martie 2021, la vârsta de 84 de ani, după mulți ani cu leucemie.

## Premii și onoruri
Glynn Lunney face parte din numeroase societăți profesionale și onorifice, așa cum sunt,
- Pi Tau Sigma (Societatea de Onoare a Ingineriei Mecanice)[3]
- Tau Beta Pi (Societatea de Onoare a inginerilor)[3]
- Membru al Societății Americane de Astronauți[3]
- Membru al Institutul American de Aeronautică și Astronautică[3]

De asemenea este purtătorul unor premii onorifice
- Echipa s-a a primit premiul NASA pentru realizările obținute pentru programul Mercury în 1962, pentru Gemini în 1967, pentru Apollo în 1967 și 1968[3]
- Performanța NASA și premii excepționale/ distincte pentru efortul depus în 1964, 1967, 1968, 1969, 1970, 1971, 1975, 1980, 1985.[3]
- Premii oferite de Guvern în 1981, 1983, 1985.[3]
- Premiul AIAA Lawrence Sperry în 1970 pentru recunoașterea contribuțiilor remarcabile în domeniul aeronauticii de către un inginer sub 35 de ani. https://web.archive.org/web/20060318145551/http://www.guidrynews.com/05Community/04605RNASA.htm
- Premiul Arthur S. Flemming în1973 pentru un serviciu meritoriu oferit guvernului S.U.A.[3]
- Premiul AIAA Louis W. Hill pentru transportul spațial în 1976.[3]
- Premiul Allan D. Emil Memorial al Federației Internaționale de Astronautică în 1978 pentru o contribuție remarcabilă la știința și tehnologia spațială și promovarea cooperării internaționale în domeniul astronauticii. [3]
- Premiul AAS W. Randolph Lovelace II în 1983 pentru contribuții remarcabile la știința și tehnologia spațiului.[3]
- Premiul Elmer A. Sperry în 2008 pentru activitatea sa pentru programul Apollo-Soyuz.[8]